# Столопенка
Столопенка — река в России, протекает по Торопецкому району Тверской области. Устье реки находится в 36 км от устья реки Серёжа по правому берегу. Длина реки составляет 23 км.
У реки стоят деревни Плоскошского сельского поселения: Рокочево, Козлово, Прошково, Захоломье, Лопатиха (нежилая), Зыково, Заречье и Дружево. Устье находится на территории Волокского сельского поселения. Деревня Медведево стоит у места впадения Столопенки в Серёжу.

## Данные водного реестра
По данным государственного водного реестра России относится к Балтийскому бассейновому округу, водохозяйственный участок реки — Ловать и Пола, речной подбассейн реки — Волхов. Относится к речному бассейну реки Нева (включая бассейны рек Онежского и Ладожского озера).
Код объекта в государственном водном реестре — 01040200312102000023452.